# Слуцкий, Антон Иосифович
Антон Иосифович (Нафтали Григорьевич) Слу́цкий (1884, Варшава — 24 апреля 1918, Алушта) — российский революционер, участник Октябрьской социалистической революции в Петрограде и установления советской власти в Крыму в 1918 году. Член ЦИК Украинской Народной Республики Советов.

## Биография

### До Октябрьской революции
Родился в Варшаве в еврейской семье. В революционном движении принимал участие с 1905 года. Партийные клички «Антон» и «Анатолий». Неоднократно подвергался арестам и ссылке. После Февральской революции 1917 года — партийный организатор на Обуховском заводе в Петрограде, член Петербуржского комитета РСДРП(б). Смог переломить настроения рабочих-обуховцев, ранее поддерживавших эсеров, в пользу большевиков. Во время Октябрьской социалистической революции завод выставил свыше 1000 дружинников-красногвардейцев.
Делегат 6-го съезда РСДРП(б). На 2-м Всероссийском съезде Советов избран членом Всероссийского Центрального Исполнительного Комитета.
На Первом Всеукраинском съезде Советов который проходил в Харькове с 11 (24) декабря — 12 (25) декабря 1917 года Слуцкий был избран членом ЦИК Украинской Народной Республики Советов.

### В Крыму
Председатель Севастопольского совета, с марта 1918 года председатель Совета Народных Комиссаров Советской Социалистической Республики Тавриды, которая просуществовала всего 44 дня.
Политическая ситуация в Крыму в 1918 году была очень сложной. Действовали одновременно несколько непримиримых противников: Советская власть в лице ССР Таврида, Белое движение Юга России и сочувствующие отставные офицеры, крымскотатарские националисты, отряды УНР, кайзеровские войска, позднее Антанта.
19 марта 1918 года на созванном в Севастополе под руководством направленного из Москвы левого эсера В. Б. Спиро чрезвычайном заседании Таврического ЦИК Советов рабочих, солдатских и крестьянских депутатов был принят декрет о провозглашении Таврической Республики советов рабочих, солдатских и крестьянских депутатов. В территориальный состав Таврической Республики согласно ему вошли Симферопольский, Евпаторийский, Феодосийский, Ялтинский, Мелитопольский и три материковых — Бердянский, Перекопский и Днепровский уезды бывшей Таврической губернии. Съезд также избрал Совет народных комиссаров Таврической Советской Республики, в который вошли А. И. Слуцкий, С. К. Новосельский, Ж. Миллер и др. Меры властей Республики Тавриды были подчинены главной доктрине, которая содержалась в первых декретах большевиков — реализации военного коммунизма. Основным экономическим методом стала тотальная национализация собственности. Это вызвало возмущение широких кругов имущего населения, пролетарии же одновременно страдали от закрытия предприятий и роста цен. Параллельно начался обоюдный, но в основном левый, террор. Поддержка ССР Таврида падала.
В начале апреля 1918 года Слуцкий отправил телеграмму в СНК РСФСР с просьбой удостоверить, что «Крым к Украине не отходит». Нарком по делам национальностей И. В. Сталин телеграфировал Слуцкому, что сведения об отходе Крыма к Украине не обоснованы, что, «по имеющемуся у нас документу германского правительства, ни немцы, ни Киев на Крым не претендуют, берут только материковую часть Таврической губернии». Немецкие власти ввели в заблуждение правительство Советской России уже имея реальные планы оккупации, а УНР не могла самостоятельно аннексировать Крым, но готова была сотрудничать с Германией.
А. И. Слуцкий заявил на собрании делегатов береговых и судовых частей, мастерских Севастопольской базы 17 апреля 1918 года:
«Мы определенно заявляем о том, что республика полуострова Крым не входит в территорию Украины… Броситься в войну мы не можем, так как Красная армия в Крыму превратилась в банду мародеров».
Кайзеровские войска планировали начать оккупацию Крыма во второй половине апреля. Опережая их и без согласования в Крым вошёл отряд армии Украинской Народной Республики (УНР) под командованием П. Ф. Болбочана. Он прорвал слабую советскую оборону Сиваша к 22 апрелю и стал наступать на юг, а уже 24 апреля вошёл в Симферополь. Немецкое командование возмутилось. Генерал фон Кош, командир 15-й ландверной дивизии потребовал немедленно очистить Крым от войск УНР, что и было сделано без боевых столкновений.

### Гибель
В это время советские власти ССР Таврида эвакуировались в условиях усиления контрреволюционных выступлений. Активизировались крымско-татарские националисты, которые будучи противниками ССР Тавриды ранее становились жертвами левого насилия. Председатель национального правительства крымских татар — муфтий Номан Челебиджихан стал жертвой революционного террора в Крыму. 26 января 1918 года он был арестован и 23 февраля он был без суда убит матросами в Севастополе, а его труп был брошен в Чёрное море.
20 апреля произошёл мятеж в Алуште и окрестных селах побережья под руководством поручика М. Хайретдинова и штаб-ротмистра С. М. Муфти-заде, сопровождавшийся арестами и расстрелами красногвардейцев и большевиков, пострадали также южнобережные греки.
21—22 апреля 1918 года в деревню Кизилташ прибыло два автомобиля с бывшими офицерами, бойцами УНР и татарами. Они объявили населению о входе в Симферополь кайзеровских частей и убеждали их вооружиться и выдвигаться на Гурзуф и Ялту с целью свержения ослабшей власти Советов.

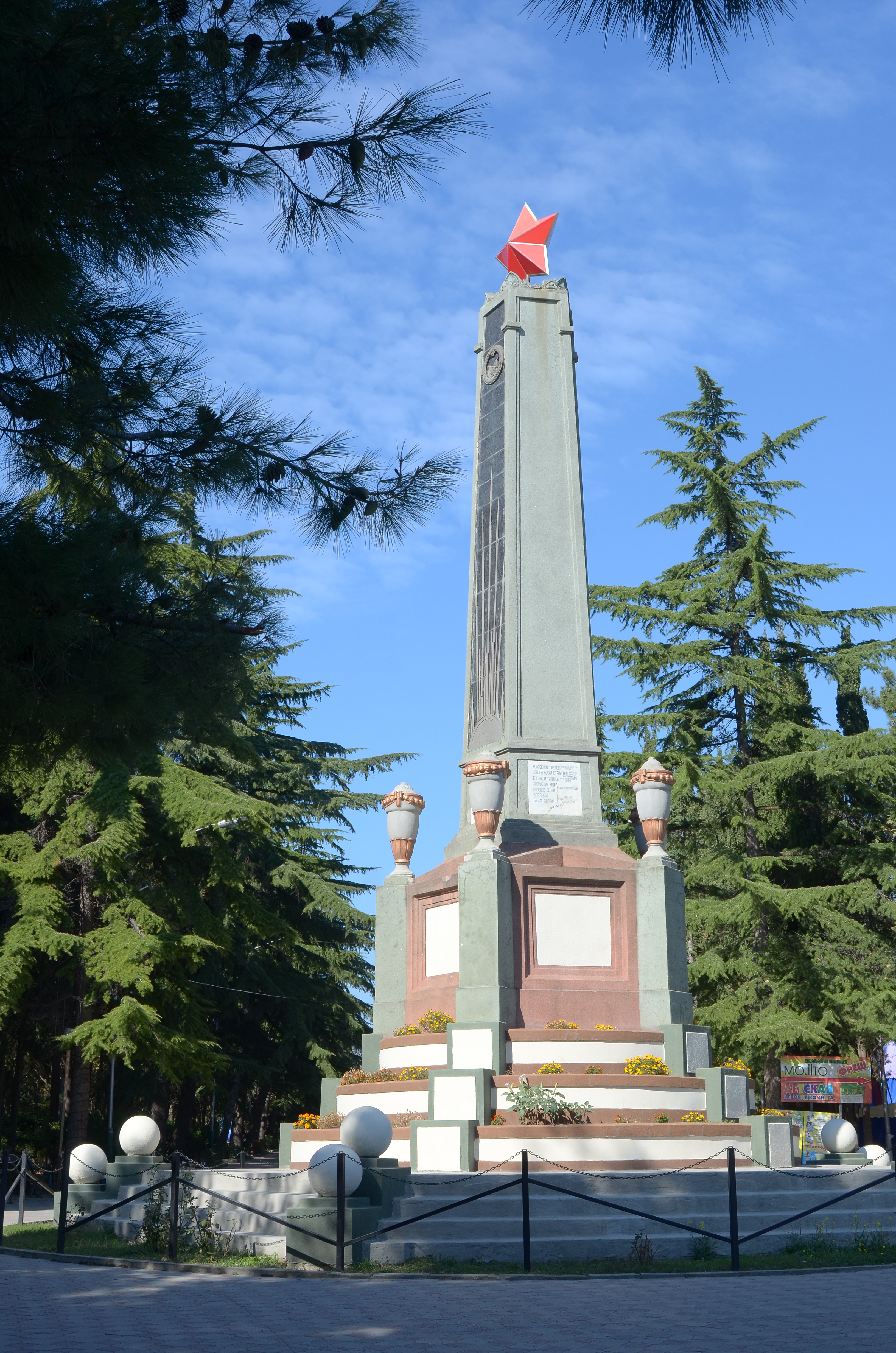
Братская могила членов правительства республики Таврида, 1918, Монумент архитекторов К. Галиева и Я. Усейнова, 1940

21 апреля у деревни Биюк-Ламбат были арестованы направлявшиеся в Новороссийск члены руководства республики Тавриды во главе с председателем СНК А. И. Слуцким и председателем губкома РКП(б) Я. Ю. Тарвацким. Их привезли в Алушту и разместили подвал дачи «Голубка» (ныне городская библиотека им. С. Н. Сергеева-Ценского), где располагался штаб контрреволюционного мятежа (на здании установлена памятная табличка). Вместе с другими руководителями республики Слуцкий расстрелян вблизи горы Демерджи в ночь на 24 апреля 1918 года. Тяжело раненые Акимочкин и Семенов остались в живых.
В полдень 24 апреля в Алушту из Севастополя пришёл миноносец Гаджибей. Он обстрелял город из артиллерии. Мятеж был подавлен отрядом революционных матросов с ответной жестокостью. Крымско-татарские ополченцы были рассеяны и отступили.
Тела казнённых перенесли в единую братскую могилу недалеко от берега моря. Тут похоронены Председатель Совнаркома Антон Слуцкий, Нарком финансов Алексей Коляденко, Нарком внутренних дел Станислав Новосельский, Член ЦИК Республики Тавриды, председатель Таврического губкома партии Ян Тарвацкий. Здесь же захоронены комиссар труда Алуштинского Совета Тимофей Багликов, командиры красногвардейский отрядов И. Кулешов и С. Жилинский, члены Севастопольского Совета А. Бейм и Баранов расстрелянные ранее 20 апреля.

## Память
На заседании Правительственной комиссии при СНК Крымской АССР 04 апреля 1933 года было решено увековечить память расстрелянных членов Правительства Республики Тавриды. В 1933 году недалеко от набережной Алушты на братской могиле был установлен временный памятник. 6 ноября 1940 года по проекту архитекторов К. Галиева и Я. Усейнова над могилой был сооружён памятник — пятигранный обелиск со звездой.
Таврическая улица в Петрограде получила название по Таврическому саду. В 1918 году была переименована в улицу Слуцкого в память об участнике революционного движения А. И. Слуцком, но в 1944 году ей было возвращено прежнее имя.